# سامی بوسو
سامی بوسو (انگلیسی: Sammy Bossut؛ زادهٔ ۱۱ اوت ۱۹۸۵) یک بازیکن فوتبال اهل بلژیک است.
وی همچنین در تیم ملی فوتبال بلژیک بازی کرده‌است.